# Plesiodryas
Plesiodryas is een monotypisch geslacht van zangvogels uit de familie Australische vliegenvangers (Petroicidae). De enige soort is:
- Plesiodryas albonotata  – Zwartborstvliegenvanger